# Obinna Nwaneri
Obinna Nwaneri (Lagos, Nigeria, 18 de marzo de 1982) es un futbolista nigeriano retirado que se desempeñó en la posición de defensa, y se retiró en el ATM de la Superliga de Malasia.

## Selección nacional
Ha sido internacional con la Selección de fútbol de Nigeria, ha jugado 33 partidos internacionales y ha anotado 1 gol.

### Participaciones Internacionales
| Mundial                        | Sede   | Resultado   |
| ------------------------------ | ------ | ----------- |
| Copa Africana de Naciones 2006 | Egipto | Semifinal   |
| Copa Africana de Naciones 2008 | Ghana  | 4° de final |
| Copa Africana de Naciones 2010 | Angola | Semifinal   |

## Clubes
| Club                       | País                   | Año       |
| -------------------------- | ---------------------- | --------- |
| Julius Berger              | Nigeria                | 2000-2002 |
| Enyimba International F.C. | Nigeria                | 2003-2004 |
| Espérance ST               | Túnez                  | 2004-2007 |
| FC Sion                    | Suiza                  | 2007-2010 |
| Al Dhafra                  | Emiratos Árabes Unidos | 2010      |
| Kazma SC                   | Kuwait                 | 2010-2011 |
| Kelantan FC                | Malasia                | 2012-     |

- Datos: Q617035